# Compurgation
La compurgation, également appelée "wager of law" (littéralement "pari de la loi") et "oath-helping" était une défense utilisée principalement en droit médiéval. Un accusé pouvait établir son innocence ou sa non-responsabilité en prêtant serment et en faisant prêter serment un nombre requis de personnes, généralement douze, celles-ci jurant qu'elles croyaient en son serment. La compurgation était essentiellement une déclaration mettant en avant la réputation de l'accusé, d'abord par ses parents et plus tard par ses voisins (étendue à la même région), souvent 11 ou 12 hommes. C'était un moyen de donner de la crédibilité au serment de l'accusé à l'époque où le serment d'une personne avait plus de crédibilité qu'un document écrit. Il peut être comparé à une caution au début d'une action en justice pour minimiser les procès futils.
La compurgation se retrouve dans le droit germanique ancien, dans le droit français ancien (très ancienne coutume de Bretagne), dans le droit gallois et dans les cours ecclésiastiques anglais jusqu'au XVIIe siècle. Dans la common law, il a été aboli comme moyen de défense dans les crimes par les Constitutions de Clarendon en 1164. Cette défense était toujours autorisée dans les actions civiles pour dette et elle a survécu jusqu'à son abrogation statutaire à divers moments dans les pays de Common law : 1833 en Angleterre et un peu avant le Queensland Common Practice Act de 1867 au Queensland qui en mentionne la suppression.
"La compurgation, obsolète depuis des siècles" était "un fossile vivant  ... une loi restée lettre morte "et a été abrogée en Angleterre en 1833.

## Étymologie
Le mot compurgation est composé du latin, com "avec" et purgare "pour nettoyer, nettoyer, excuser". Com- en latin est aussi un intensificateur et transforme un mot dans la forme superlative, ainsi compurgation, signifie « totalement lavé ou excusé ».

## Les origines
La procédure de compurgation a été établie dans les commentaires de la loi mosaïque (Ex. 22, 10) par Blackstone ; mais il semble qu'en fait elle provient du système de compurgation, introduit en Angleterre à partir de la Normandie. Elle est censée avoir eu un effet certains sur le développement de l'idée de juri en Angleterre. Elle présente également quelques points de ressemblance, peut-être un lien historique, avec le cautionnement  (le sponsio en droit romain) et le serment décisoire  du droit romain, et le serment du droit écossais.
La compurgation a pris naissance dans l'Angleterre anglo-saxonne dans les liens de parenté que les gens avaient entre eux dans la période du Haut Moyen Âge, à un moment où chaque homme était responsable des actes de ses parents. Plus tard, la parenté céda la place à une affiliation plus tribale ainsi qu'à une loyauté envers l'endroit de sa naissance. Lorsque les conflits ont été plus violents, il a semblé naturel que les voisins se liguent entre eux pour faire bloc avec un des leurs accusé en justice. Ils juraient à ce moment-là en toute bonne conscience qu'ils croyaient que ce dernier disait la vérité. Le nombre de personnes requises dépendait du rang de l'accusé et le caractère du procès. Finalement, c'est devenu une pratique courante d'amener onze voisins à la cour pour soutenir l'accusé. Ces personnes ont été appelés compurgatores, et la procédure, compurgation.

## Compurgation, duel juridique et ordalie
La compurgation a été contemporaine de l'appel à Dieu pour prouver les faits par un duel judiciaire et par l'ordalie.
L'utilisation du serment au lieu du combat réel ou simulé - réel en droit anglais, simulé en droit romain - représentait sans aucun doute une avancée dans le développement des règles de droit.

## Caution
Une variante de cette loi concernait la caution pour dette, la personne jurant qu' "à un jour donné, il saisirait la loi, ou ferait un serment en audience publique, et déclarerait qu'il ne devra aucune dette, et à qu'il aménerait en même temps avec lui onze voisins (appelés compurgateurs), qui prêteront serment qu'ils croiraient en leur âme et conscience qu'il disait la vérité " (voir le Tractatus de Glanvill, c. 1188).

## Fait déterminant
Très tôt, la compurgation a été remplacée par un juri pour déterminer les faits, à une époque où les juges géraient la procédure judiciaire et ne déterminaient pas les faits. C'est ce qu'on appelle le procès "par le jugement légitime de ses pairs ou par la loi du pays (legus terrae)" Cap. 29 de la Magna Carta 1215 à 1297.
La compurgation a été pratiquée en Angleterre (et dans les colonies anglo-américaines) jusqu'au XVIe siècle, en matière pénale, et jusqu'au XIXe siècle, en matière civile.

## Soutenir le serment du défendeur
Un accusé qui a choisi de « faire sa loi » était autorisé à faire une déclaration devant le tribunal, à prêter serment, et à présenter une ou plusieurs personnes, souvent 12, qui elles-mêmes juraient qu'elles croyaient qu'il disait la vérité sous serment. Cette forme de défense prédominante dans les tribunaux féodaux, a persisté un certain temps dans les tribunaux de droit commun. Les individus "n'avaient pas à témoigner sur le fait lui-même et, en fait, pouvaient n'avoir aucune connaissance personnelle le concernant. La valeur du serment d'un homme pouvait varier selon son statut ; il était parfois nécessaire pour un accusé de s'acquitter d'une accusation en réunissant des serments d'une valeur monétaire prescrite. Étant donné que la prestation de serment a souvent eu des implications religieuses pour ceux qui prêtaient serment et qu'il existaie également une possibilité de sanctions légales, les individus pouvaient refuser de prêter serment aux personnes de mauvaise réputation. L'une des raisons de la longue survie de cette pratique a été qu'en matière de preuve, elle était souvent considérée meilleure que les livres de comptes en cas de dette. »
La loi galloise autorisait une forme de compurgation appelée assach, qui nécessitait non pas 12 mais 300 compurgateurs.

## Abolition
Alors que les rois consolidaient leur pouvoir, supprimant la violence et renforçant l'autorité des tribunaux, la compuragtion a perdu une partie de sa valeur et devint même un problème pour les justiciables, qui étaient suspectés de parjure. Différentes formes d'action de défense qui ne permettaient pas l'utilisation de la compuragtion ont été développées et les plaignants en sont venus à les utiliser autant que possible. Au moment de son abolition par Henri IV (1399-1413), elle était tombée en désuétude depuis longtemps.
La prestation de serment était une manière éminemment insatisfaisante de parvenir à juger du bien-fondé d'une plainte, et il n'est donc pas surprenant de constater que dans la pratique elle fut de plus en plus limitée. Ainsi, elle n'était plus permise lorsque l'accusé n'était pas une personne de bonne moralité, lorsque le roi poursuivait en justice, lorsque l'accusé était l'exécuteur testamentaire ou l'administrateur de la personne présumée être redevable de la dette, ou sous toute autre forme d'action que celles mentionnées, même si la raison de la plainte était la même.
Le concile du Latran de 1215 a effectivement aboli le procès par ordalie dans les pays catholiques (ce que l'Angleterre était à l'époque) en interdisant aux prêtres d'y participer, lui privant ainsi sa légitimité. Le procès par duel a été aboli en 1819 et le pari de la loi a été aboli en 1833, bien que les deux soient tombés en désuétude avant leur abolition officielle.
La compurgation a été utilisée jusqu'en 1829, lorsque le révérend. Fearon Jenkinson de Gnosall dans le Staffordshire l'a utilisée contre un forgeron de Stafford qui a prétendu qu'il lui devait de l'argent. Mais Jenkinson et ses compurgateurs ne sont pas apparus à la date du procès.
La compurgation a survécu au XIXe siècle dans de nombreuses juridictions, avant d'être abolie par la loi en Nouvelle-Galles du Sud en 1841 au moyen de l'Advancement of Justice Act de 1841 (les terres de Victoria et du Queensland faisaient toujours partie de la Nouvelle-Galles du Sud à cette époque). Cette abolition a été réédictée après la séparation du Queensland de la Nouvelle-Galles du Sud dans le Queensland Common Law Practice Act de 1867, mais elle était devenue totalement inutile à cette époque, compte tenu de son abolition antérieure en 1841.
À partir de ce moment, aucune compuragtion n'a été admise même si la plainte portée sur une simple dette. Lorsqu'une sanction était créée par la loi, il était même devenu courant d'insérer une clause stipulant qu'aucune compurgation ne devait être autorisée dans une action en réparation de la sanction. La compurgation fut finalement abolie en 1833 (3 & 4 William IV. C. 42).

## Voir également
- Cas de Slade
- Épreuve par le combat
- Procès par ordalie